# Кренгольм (острів)
Кренгольм або Кренгхольм (ест. Kreenholm; нім. Krähnholm, у перекладі «воронячий острів») — естонський острів на річці Нарва у межах міста Нарва повіту Іда-Вірумаа.

## Географія

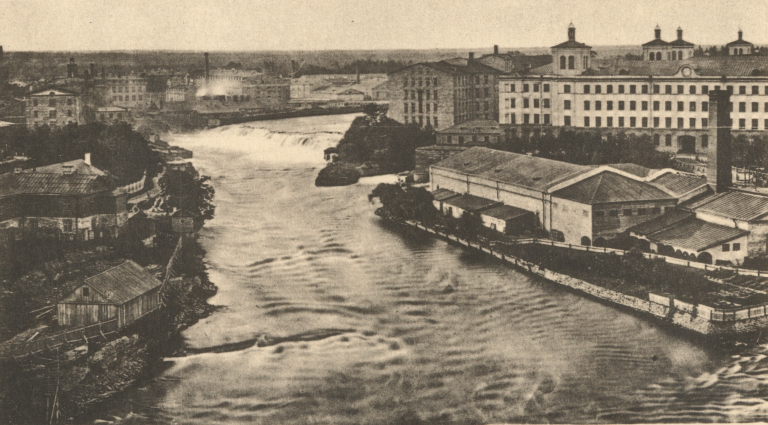
Східний водоспад Нарви та Кренгольм, 1886 рік

Площа острова становить 13 га (750 метрів в довжину і 250 метрів в ширину). Острів ділить Нарвські водоспади на західну і східну ділянки. Східна ділянка знаходиться в центрі російсько-естонського кордону.

## Історія
Уже в XIV столітті на острові функціонувала лісопилка. У 1538 році вище острова за течією річки Лівонським орденом були побудовані водяні млини. З 1823 року на правому березі річки Нарва почала працювати текстильна фабрика купця Пауля Момма. На тому ж березі працювала льнянопрядильна фабрика барона Штігліца

### Кренгольмська мануфактура

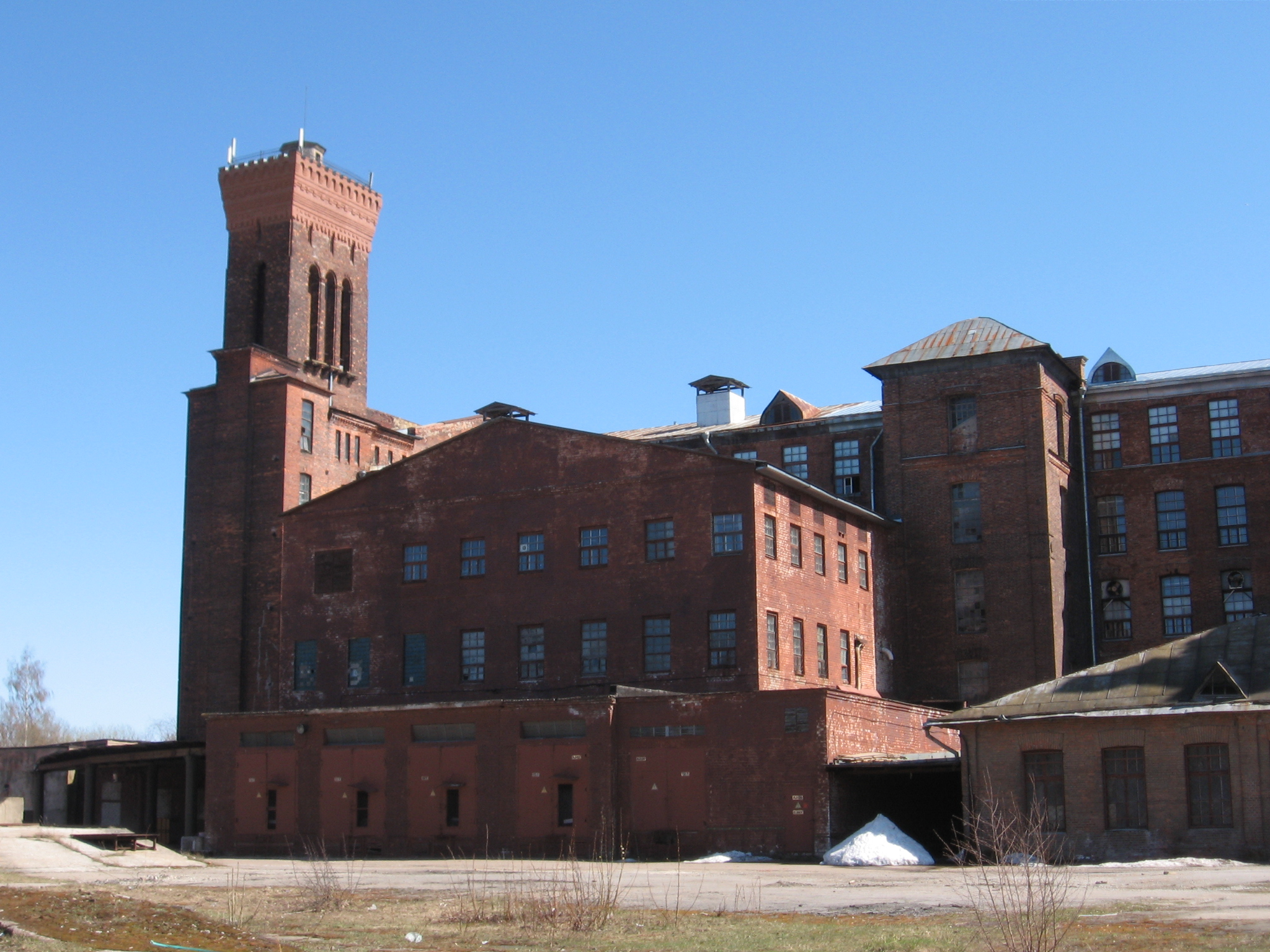
Будівля фабрики

У 1856 році Людвіг Кноп викупив весь острів і за його вказівкою була побудована знаменита Кренгольмська мануфактура, найбільша фабрика тих часів в Російській Імперії. У 1913 році тут працювало понад 10 000 осіб. Мануфактура побудована в районі Нарвських водоспадів. Вона використовувала дешеву енергію води і володіла передовою для свого часу технологією. Навколо фабрики утворився компактний комплекс промислової архітектури, в який входили фабрика, лікарня, казарми для працівників, будинки директорів і Кренгольмський парк. Будинки побудовані в англійському стилі, з червоної цегли, що сильно вплинуло на вигляд міста.